# 伊東圭介
伊東 圭介（いとう けいすけ、1857年9月22日（安政4年8月5日）- 1895年（明治28年）2月5日）は、明治時代の政治家、弁護士。自由民権運動家。衆議院議員（2期）。

## 経歴
盛岡藩目付役の父、伊東元右衛門の子として盛岡に生まれる。幼くして藩校作人館に入り和漢学を修め、大清水の小原洋学塾で学び、上京したのち岩手県聴訴課に奉職する。法律に目覚め、官を辞して法学を研究し、1875年（明治8年）代言人となった。翌年、協同社を、1878年（明治11年）には改進社を設立、さらに同社を合併し自由党盛岡支部を設立するなど自由民権運動に傾倒するが、1884年（明治17年）政談演説会で黒田内閣顧問の職務を誹毀したとして侮辱罪に問われ重禁錮2ヶ月罰金10円に処された。
1890年（明治23年）7月の第1回衆議院議員総選挙では岩手県第3区から立憲自由党所属で出馬し当選。第2回、第3回総選挙では落選。1894年（明治27年）9月の第4回総選挙で再選されたが、1895年2月、第8回帝国議会開会中の登院直前に死去した。